# 有馬記念館
有馬記念館（ありまきねんかん）は、福岡県久留米市篠山町に位置する資料館。管理・運営は公益財団法人有馬記念館保存会。

## 沿革
有馬記念館は、1959年（昭和34年）の久留米市制70周年を記念して、1960年（昭和35年）に、郷土資料の調査・研究を目的に当時の株式会社ブリヂストン社長・石橋正二郎より寄附されたもので、市制120周年にあたる2009年（平成21年）度に改修された。

## 展示内容
展示室では、久留米藩主有馬家ゆかりの歴史資料、美術工芸品を中心に展示公開してある。

## 施設
1階
- レストラン有馬

2階
- 展示室
- VTRコーナー
- 観光情報コーナー

## 利用情報
- 開館時間：10:00～17:00 ※入館は閉館30分前まで
- 休館日：火曜日（火曜が祝日の場合は翌日）、12月28日～1月4日
- 入場料：一般200円、小学生・中学生100円、小学生未満は無料（特別展は別途入場料が必要）

　　　　　※土曜日は高校生以下無料

## 交通
- JR鹿児島本線「久留米駅」下車、徒歩約10分
- 西鉄天神大牟田線「西鉄久留米駅」下車、西鉄バスの系統番号(6・8・24・52)「大学病院」で下車、徒歩約5分。
- 九州自動車道「久留米インターチェンジ」から国道210号を久留米市内の久留米城跡に向かって西進、車で約20分。